# Hernandia

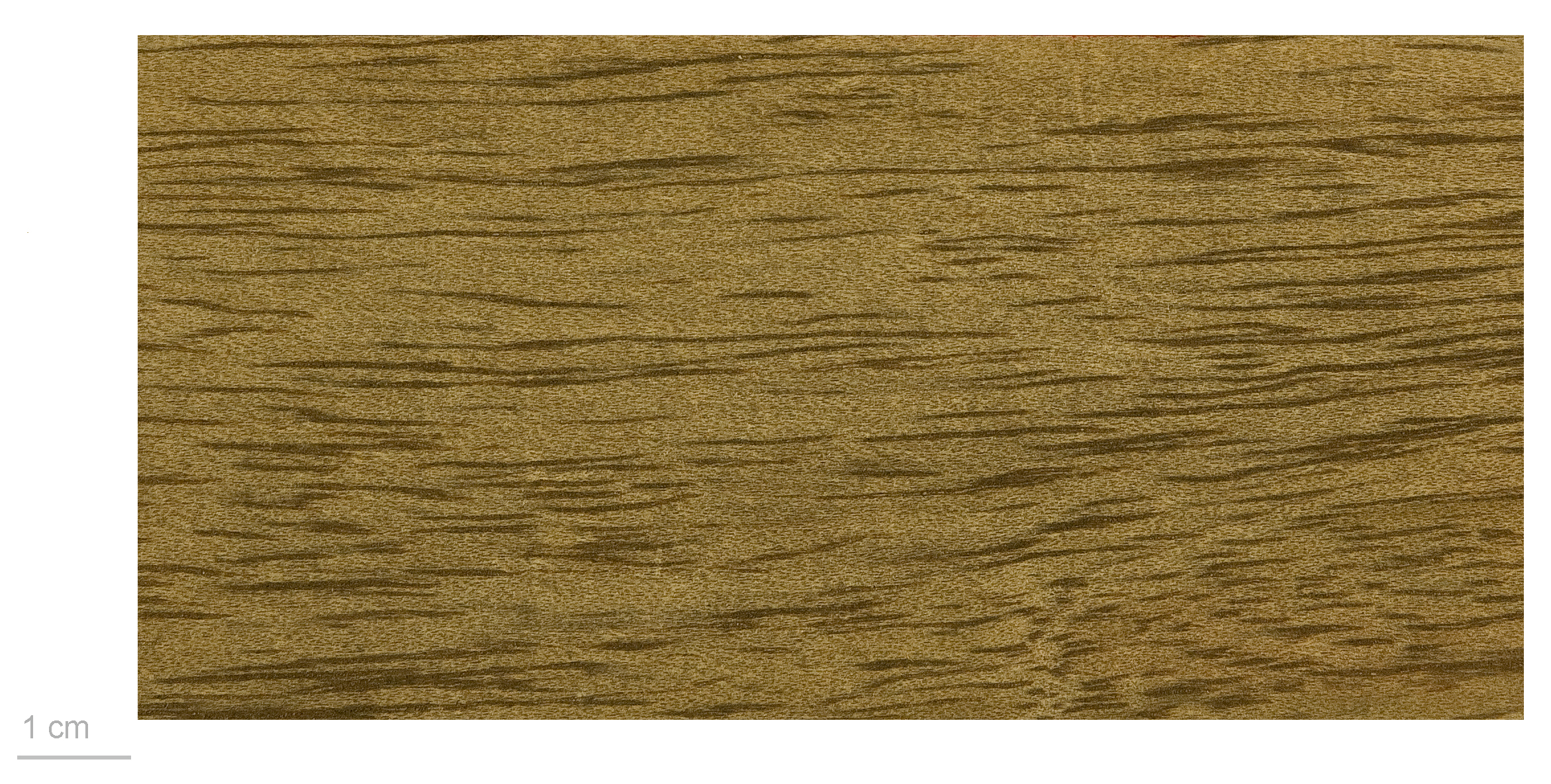
Hernandia cordigera

Hernandia es un género con 32 especies de árboles de hoja ancha y perenne dispersos por las zonas tropicales húmedas, de la familia de las hernandiáceas. Tienen hojas más bien grandes, frecuentemente en forma de corazón y flores en panículas  y frutos duros, nuciformes. Comprende 35 especies descritas y de estas solo 15 aceptadas.

## Descripción
Son árboles; plantas monoicas. Hojas alternas, enteras; pecíolos largos. Inflorescencia tirsoide con cincinos involucrados de 3 flores, la flor terminal pistilada y las 2 basales estaminadas, los cincinos abrazados por 4–5 brácteas; flores estaminadas con 6–8 tépalos en 2 verticilos, el verticilo exterior unido en la base formando un tubo, estambres 3, opuestos al verticilo exterior de tépalos, frecuentemente con 3–6 estaminodios glandulares unidos en la base de los filamentos; flores pistiladas con 6–8 tépalos, comúnmente con 3–4 estaminodios glandulares opuestos al verticilo exterior de tépalos, amarillo-anaranjado brillantes en la antesis, rápidamente tornándose negros (en Nicaragua), ovario ínfero, envuelto por una cúpula delgada, estigma irregular, escutiforme. Fruto una drupa, mayormente rodeada por la cúpula hinchada excepto en el ápice; semillas con cotiledones rectos.

## Taxonomía
El género fue descrito por Carlos Linneo y publicado en Species Plantarum 2: 981. 1753. La especie tipo es: Hernandia sonora
Etimología
Hernandia nombre genérico que fue otorgado en honor del botánico español Francisco Hernández de Toledo.

## Especies seleccionadas
- Hernandia albiflora
- Hernandia beninensis
- Hernandia bivalvis
- Hernandia didymantha
- Hernandia guianensis Aubl. - mirobálano americano[6]
- Hernandia lychnifera
- Hernandia mascarenensis
- Hernandia moerenhoutiana
- Hernandia nukuhivensis
- Hernandia nymphaeifolia
- Hernandia ovigera
- Hernandia peltata
- Hernandia sonora L. - colongcolong de Filipinas[6]
- Hernandia stenura
- Lista de especies